# ГЕС Соуза Діаса (Жупіа)
ГЕС Соуза Діаса (Жупіа) (порт. Usina Hidrelétrica Engenheiro Souza Dias) — гідроелектростанція на сході Бразилії на межі штатів Сан-Паулу і Мату-Гросу-ду-Сул. Розташована між ГЕС Ілля-Солтейра (вище за течією) та ГЕС Порто-Примавера, входить до складу каскаду на другій за довжиною річці Південної Америки Парані.
У межах проекту Парану перекрили комбінованою греблею, що складається з кількох ділянок:
- лівобережна земляна висотою 42 метри та довжиною 2385 метрів;
- центральна гравітаційна бетонна висотою 38 метрів та довжиною 1040 метрів;
- правобережна земляна висотою 40 метрів та довжиною 2070 метрів.
Ця споруда, яка потребувала 1,4 млн м3 бетону та 6 млн м3 ґрунту, утримує водосховище з площею поверхні 241 км2 та об'ємом 3353 млн м3 (корисний об'єм 903 млн м3), крім того, ще 168 млн м3 зарезервовано на випадок повені.
Між машинним залом і правобережною земляною дамбою обладнано судноплавний шлюз розмірами 210х17 метрів та висотою підйому 26 метрів.
Інтегрований у греблю машинний зал вміщує чотирнадцять турбін типу Каплан потужністю по 103 МВт, при цьому загальна потужність генераторів становить 3551,2 МВт. Гідроагрегати станції працюють при напорі у 21,3 метра.
Видача продукції відбувається по ЛЕП, розрахованій на роботу під напругою 460 кВ.